# Замок Ардгласс

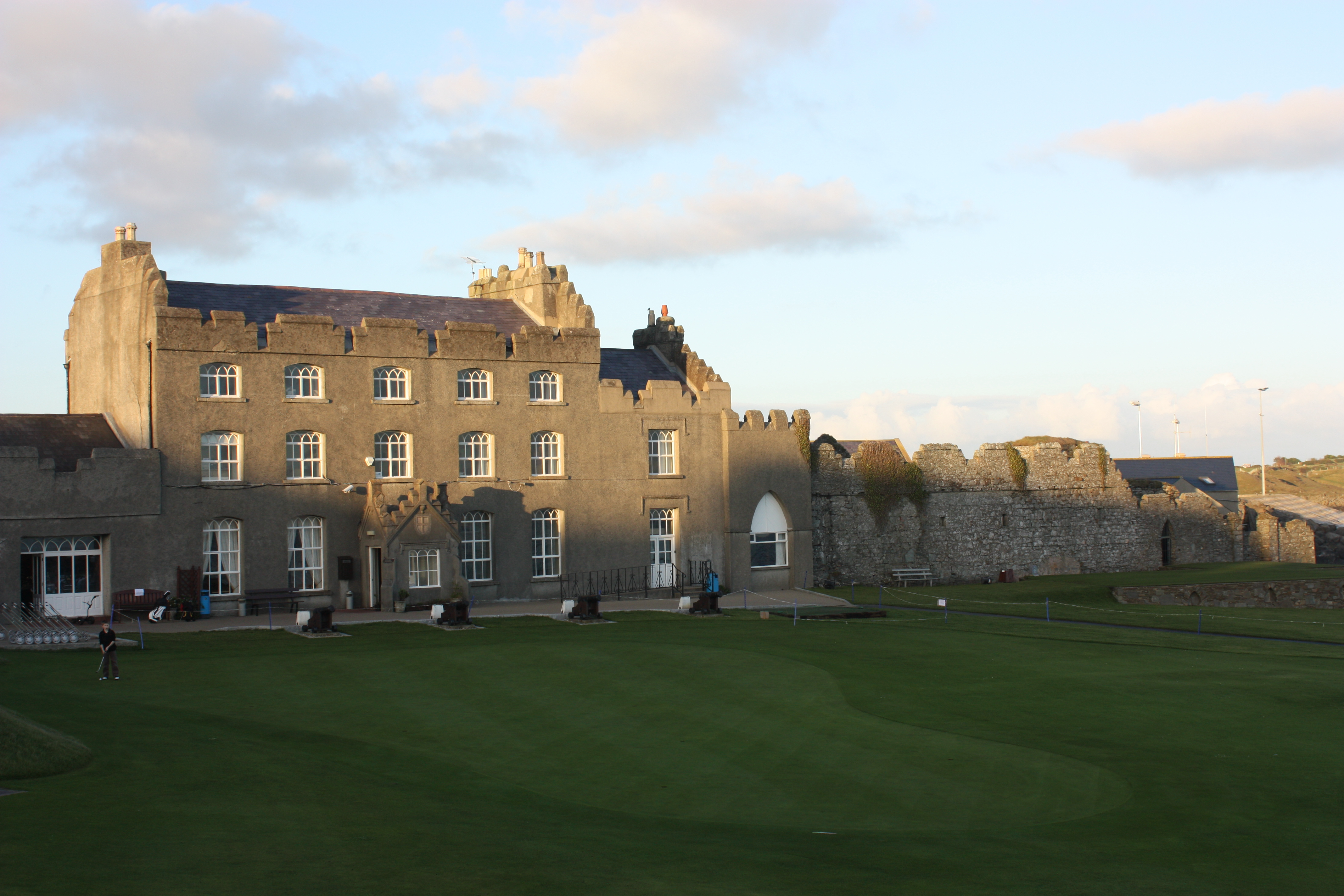
Замок Ардгласс — сучасний вигляд (2010).

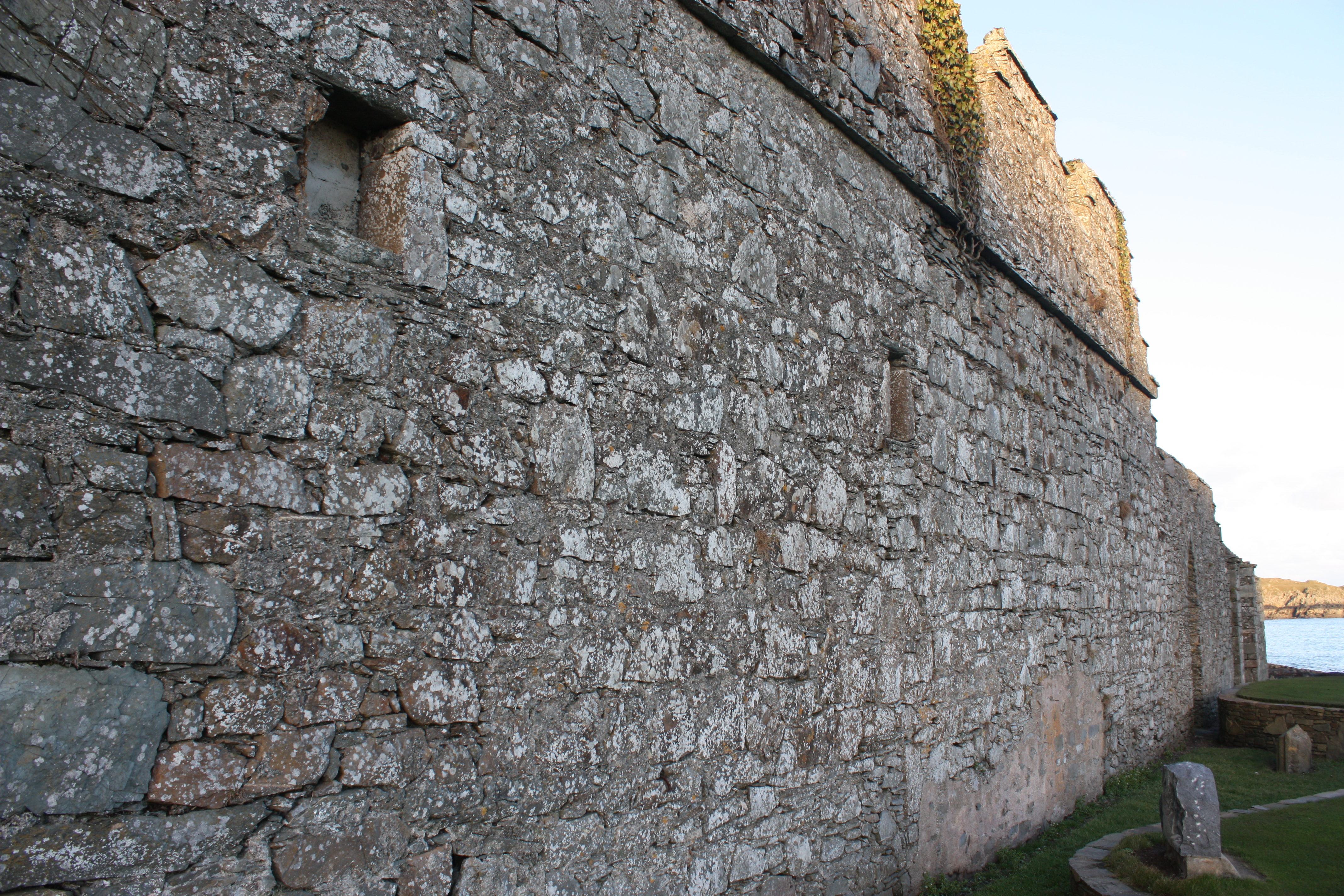
Давня стіна замку Ардгласс.

Замок Ардгласс (англ. Ardglass Castle, Newark Castle) — замок Ньюарк — один із замків Ірландії, розташований у графстві Даун, Північна Ірландія. Спочатку на місці замку побудували в XV столітті низку складів, потім замок. Зберігся частково — частину давньої споруди можна побачити в сучасному будинку гольф-клубу Ардгласс.

## Історія замку Ардгласс
Первісні будівлі XV століття — укріплені склади були перебудовані на замок у XVI столітті, потім в укріплений будинок у XVIII столітті Чарльзом Фітцджеральдом — першим і останнім бароном Лекейл. У замку жив він і його мати — Емілія Фітцджеральд — герцогиня Лейнстер зі своїм другим чоловіком Вільямом Огілві, що був наставником її сина — лорда Едварда Фітцджеральда. Потім Вільям Огілві працював над тим, щоб перетворити замок і маєток Ардгласс у модний морський курорт, побудувати тут порт. Старі склади XV століття мали міцні зубчасті стіни. Їх будували в першу чергу для оборони і захисту на випадок війни. Крім того були давні вікна і ліпнина. Замок успадкувала дочка Вільяма Огілві. Вона одружилась із Чарльзом Бевклерком — онуком Чарльза Бевклерка — І герцога Албанс. Наприкінці ХІХ століття замок був перебудований. Приміщенням гольф-клубу Ардгласс замок став у 1911 році.

## Особливості архітектури
Ряд складів був побудовані для захисту набережної і товарів купців. На кожному кінці складів були побудовані оборонні вежі.
Збереглися описи давньої оборонної споруди, що буди опубліковані в «Дублін Пенні Джорнал» 30 березня 1833 року. Там, зокрема повідомляється, що замок Ардгласс являв собою ряд зубчастих будинків, які місцеві жителі називали «Ньюворкс», замок був побудований у 1570 році Шейном О'Нілом. Замок стоїть на скелястому березі затоки, що омиває його зі східного та північного боку. Замок простягається на 250 футів у довжину і 24 фути у ширину, товщина стін складає 3 фути. Конструкція однорідна, елегантна, замок мав три квадратні вежі — одну в центрі й дві на кінцях. Кожна вежа має по три кімнати площею 10 квадратних футів. Проміжний простір арочний, з тесаного каменю, має 16 квадратних вікон. Призначений для магазинів і складів. Кожен магазин має однакову кількість кімнат, власні окремі кам'яні сходи. Кімнати на першому поверсі висотою 7 футів, верхні кімнати висотою 6 футів з половиною. У кожній кімнаті була ніша, димар та отвір, що йшов вниз і вів до моря. Для житла замок був непридатний, купці переважно зупинялися в замку Горн, що мав кухню і їдальню. Замок Ардгласс не мав вікон, що виходили б до моря, за винятком вузьких бійниць — для захисту купців від нападів піратів.